# خوان جاي كولومر
خوان جاي كولومر (بالإسبانية: Juan José Revueltas Colomer)‏ هو ملحن أمريكي وإسباني، ولد في 1966 في جزيرة شقر في إسبانيا.

## وصلات خارجية
- الموقع الرسمي
- خوان جاي كولومر على موقع IMDb (الإنجليزية)
- خوان جاي كولومر على موقع ميوزك برينز (الإنجليزية)